# Leibnitz (stacja kolejowa)
Leibnitz (niem: Bahnhof Leibnitz) – stacja kolejowa w Leibnitz, w kraju związkowym Styria, w Austrii.
Stacja znajduje się na Südbahn i razem ze stacją graniczną Spielfeld-Straß jest drugą co do wielkości tacją kolejową w południowej Styrii. Stacja posiada siedem torów, w tym trzy perony, dwa budynku stacji, zajmowane przez biuro konstrukcyjne ÖBB Infrastruktur. Ponadto, stacja miała również magazyn, który został zburzony w 2010. Stacja jest obsługiwana przez pociągi linii S5 S-Bahn w Stryii. Dawniej istniała 25 km linia Sulmtalbahn do Pölfing-Brunn, która została zamknięta w 1967 roku i rozebrana w większości w 1976.
Obecnie dworzec jest w przebudowie.